# Thiên Yết (chòm sao)
Bọ Cạp (chữ Hán: 天蝎/天蠍 đọc đúng là Thiên Hiết hay còn gọi là Thiên Hạt, tiếng La Tinh: Scorpius để chỉ con bọ cạp) là một trong các chòm sao trong đường Hoàng Đạo. Trong chiêm tinh học phương Tây nó được gọi là Scorpion hoặc Scorpio. Nó nằm giữa Thiên Xứng (Libra) về phía tây và Cung Thủ (Sagittarius) về phía đông. Là một chòm sao lớn nằm ở bầu trời phía nam gần trung tâm của Ngân Hà.
Trong nền văn hóa Á Đông, tên chòm sao này được gọi là Thần Nông (神農), tuy nhiên, Thần Nông là một chòm sao thuộc văn hóa Việt Nam, khác hoàn toàn và không đầy đủ các ngôi sao nên không đúng với chòm sao Thiên Yết.

## Các đặc trưng nổi bật
Thiên Yết chứa nhiều sao sáng, bao gồm Antares (α Sco), Graffias (β1 Sco), Dschubba (δ Sco), Sargas (θ Sco), Shaula (λ Sco), Jabbah (ν Sco), Grafias (ξ Sco), Alniyat (σ Sco), Alniyat (τ Sco) và Lesath (υ Sco).

## Các thiên thể nổi bật
Vị trí của nó ở trong Ngân Hà, chòm sao này chứa nhiều thiên thể xa xôi, chẳng hạn như các quần sao mở M6 (Quần sao Bướm) và M7 (Quần sao Ptolemy), các Quần sao cầu M4 và M80.

## Thần thoại Hy Lạp
Thiên Yết giống với đuôi con bọ cạp, và có thân mờ  Lưu trữ ngày 26 tháng 5 năm 2005 tại Wayback Machine. Theo thần thoại Hy Lạp, nguồn gốc của chòm sao này bắt nguồn từ cái chết của Orion, một thợ săn khổng lồ trẻ tuổi, con của Poseidon. Những câu chuyện về tài nghệ, sức mạnh và nét nam tính của Orion đã trở thành huyền thoại. Tuy nhiên câu chuyện về cái chết của Orion lại có nhiều phiên bản khác nhau.
Phiên bản phổ biến nhất về cái chết của Orion là chuyện tình với nữ thần săn bắn Artemis. Trong một lần đến đảo Chios, Orion đã đi qua đảo Crete, tại đây anh đã gặp và có một mối tình sâu đậm với nữ thần Artemis. Orion sau đó đã xin phép thần Apollo, em trai Artemis, để cầu hôn nữ thần. Những vì vừa trải qua mối tình đau khổ do bị tiên nữ Daphne, một tiên rừng của Artemis, từ chối tình cảm, Apollo lại càng ngứa mặt chuyện chị gái đã thề lời thề trinh tiết mà vẫn yêu Orion nên thần đã phái một con bọ cạp đi tiêu diệt Orion. Trong lúc tháo chạy khỏi con bọ cạp, Orion đã cố bơi qua biển để đến đảo Delos cầu cứu nữ thần Eos. Apollo lúc này đã thách Artemis bắn tên trúng một vật trôi nổi trên biển và nữ thần đã chấp nhận lời thách thức ngay lập tức. Nhưng không ngờ vật trôi nổi đó lại chính là cái đầu Orion. Sau khi anh chết, nữ thần đã vô cùng tiếc thương cho người tình nên đã đưa anh lên bầu trời trở thành chòm sao Lạp Hộ. Còn Apollo thì đưa con bọ cạp khổng lồ lên bầu trời thành chòm sao Bọ Cạp để đuổi cùng giết tận chàng thợ săn này.
Scorpius cũng xuất hiện trong một phiên bản của câu truyện về Phaethon, con trai của thần mặt trời Helios. Phaethon đã xin cha cho điều khiển cỗ xe Mặt Trời trong một ngày. Nhưng vì thiếu kinh nghiệm, chàng trai đã không thể điều khiển nổi cỗ xe. Những con ngựa không được kiểm soát đã sợ hãi khi gặp phải một con bọ cạp khổng lồ trên trời với cài vòi nọc phun đầy hăm dọa. Chúng bắt đầu kéo cỗ xe Mặt Trời chạy lung tung, gây hỗn loạn cho bầu trời và mặt đất (người ta nói rằng nó đã tạo ra chòm sao Ba Giang). Cuối cùng, thần Zeus phá vỡ cỗ xe bằng một tia sét để chấm dứt hành trình tai họa của cỗ xe lửa.
Thần thoại Trung Quốc đưa các ngôi sao này vào trong Thanh Long, một sinh vật đầy sức mạnh nhưng nhân từ, là sứ giả báo trước của mùa xuân.

## Các ngôi sao
Các ngôi sao với tên gọi chính xác:
- Antares hay Cor Scorpii hay Kalb al Akrab hay Vespertilio (21/α Sco) 1,06
< ανταρης chống lại Sao Hỏa/Hỏa tinh.
< cor scorpii Trái tim của bọ cạp
< القلب العقرب al-qalb[u] al-caqrab Trái tim bọ cạp
< vespertīlio The bat

- Acrab [Elacrab] hay Graffias [Grafias, Grassias] (xem ξ Sco) (8/β1,2 Sco) – sao đôi 2,56, 4,90
< العقرب al-caqrab Bọ cạp

- γ Sco: chuyển thành σ librae.

- Dschubba [Al Jabba] hay Iclarkrau (7/δ Sco) 2.29
< الجبهة al-jabha[h] Trán
< ? iklil al ´aqrab Chóp của bọ cạp

- Wei (26/ε Sco) 2,29
- ζ1,2 Sco (hay Grafias, xem ξ Sco) – sao đôi 4,70 và 3,62
- Sargas (θ Sco) 1,86

- Shaula (35/λ Sco) 1,62
< الشولاء aš-šawlā´ Đuôi (cong lên)

- Jabbah [Jabah] (hay Lesath, xem υ Sco) (14/ν Sco) – sao đôi 4,00 và 6,30
< جبهة jabhah trán

- Graffias [Grafias] (xem β Sco) (ξ Sco) – sao đa hợp 4,16 và 4,77

- Alniyat [Al Niyat]
< النياط an-niyāţ Động mạch

- 20/σ Sco 2,90
- 23/τ Sco 2,82

- Lesath [Lesuth] (υ Sco) 2,70
اللسعة al-lasca[h] Vòi tiêm độc

- Jabhat al Akrab
< جبهة العقرب jabhat[u] al-caqrab Trán bọ cạp

- 9/ω1 Sco 3,93
- 10/ω2 Sco 4,31

Các sao với danh pháp Bayer:
γ Sco, xem σ Lib; η Sco 3,32; ι1 Sco 2,99; ι2 Sco 4,78; κ Sco 2,39; μ1 Sco 3,00; μ2 Sco 3,56; 19/ο Sco 4,55; 6/π Sco 2,89; 5/ρ Sco 3,87; 17/χ Sco 5,24; 15/ψ Sco 4,93; 1/b Sco 4,63; 12/c1 Sco 5,67; 13/c2 Sco 4,58; d Sco 4,80; 22/i Sco 4,79; k Sco 4,83; 2/A Sco 4,59; A Sco 3,19; H Sco 4,18; N Sco 4,24; Q Sco 4,26
Các sao với danh pháp Flamsteed:
3 Sco 5,87; 4 Sco 5,63; 11 Sco 5,75; 16 Sco 5,43; 18 Sco 5,49 – solar twin; 24 Sco 4,91; 25 Sco 6,72; 27 Sco 5,48
Các sao được biết khác:
- HD 147513 5,38 – có hành tinh
- PSR B1620-26 – sao xung (pulsar)/sao đôi trắng trong M4, có hành tinh
- Scorpius X-1 12,2 – sao đôi phát xạ tia X